# Geoplana multipunctata
Geoplana multipunctata is een platworm (Platyhelminthes). De worm is tweeslachtig. De soort leeft in of nabij zoet water.
Het geslacht Geoplana, waarin de platworm wordt geplaatst, wordt tot de familie Geoplanidae gerekend. De wetenschappelijke naam van de soort werd voor het eerst geldig gepubliceerd in 1914 door de Zwitserse parasitoloog Otto Fuhrmann. Het is een van de nieuwe soorten die hij verzamelde op zijn expeditie samen met Eugène Mayor naar Colombia in 1910.
De soort werd gevonden nabij Bogota (2660 meter hoogte). Het dier is 12 tot 55 mm lang, 2 tot 3 mm dik en 4 à 5 mm breed. De rugzijde is zwart, de buikzijde grijsbruin met een dunne zwarte rand. Een deel van het lichaam is bedekt met tarijke witte stipjes waaraan de soort de naam multipunctata dankt.